# سكوت جونز
سكوت جونز (بالإنجليزية: Scott J. Jones)‏ (و. 1954 – م) هو عالم عقيدة، من الولايات المتحدة الأمريكية.

## التعليم
تعلم في Duke Divinity School ‏، وجامعة ساوثرن ميثوديست.